# Матроним
Матроним (матронимик; лат. mater — „мајка”) је презиме наслеђено од мајке, бабе или чак од старијих женских предака.
Презиме наслеђено од оца се назива патроним (патронимик).

## Примери
| - Анђелић (Анђелија) - Анђић (Анђа) - Анић (Ана) - Аничић (Аница) - Босиљчић (Босиљка) - Босић (Боса) - Видић (Вида) - Вишњић (Вишња) - Вукић (Вука) - Даничић (Даница) - Девић (Дева) - Драганић (Драгана) - Драгић (Драга) - Дуњић (Дуња) - Душанић (Душана — код теслићких, дервентских и прњаворских Душанића чак потврђено) - Ђукић (Ђука) - Илинчић (Илинка) | - Јанић (Јана) - Јањић (Јања) - Јелић (Јела) - Јеленић (Јелена) - Јеличић (Јелица) - Јеринић (Јерина) - Јованић (Јована) - Јокић (Јока) - Катић (Ката) - Магдић (Магда/лена) - Марић (Мара) - Мартић (Марта) - Милчић (Милка) - Недић (Неда) - Савичић (Савица) - Сарић (Сара) - Селенић (Селена) - Смиљанић (Смиљана) - Смиљић (Смиља) - Станић (Стана) - Тодић (Тода) |  |